# Saint-Mards-de-Fresne

Saint-Mards-de-Fresne este o comună în departamentul Eure, Franța. În 1 ianuarie 2022 avea o populație de 344 de locuitori.